# Regina (película)
Regina (título original: Regina Roma) es una película franco-italiana de drama de 1982, dirigida por Jean-Yves Prate, escrita por Pierre Rey y basada en una obra suya, musicalizada por Lorin Maazel, a cargo de la fotografía estuvo Serge Haignere y los protagonistas son Ava Gardner, Ray Sharkey, Anna Karina y Anthony Quinn. El filme fue producido por Bognor, Curiator Spiritus Company, Galia International y Genesis Productions, Rome.

## Sinopsis
Trata acerca de cuatro personas que normalizan sus vidas mientras se lleva a cabo una velada llena de confesiones y remembranzas.